# Ісламська вишивка

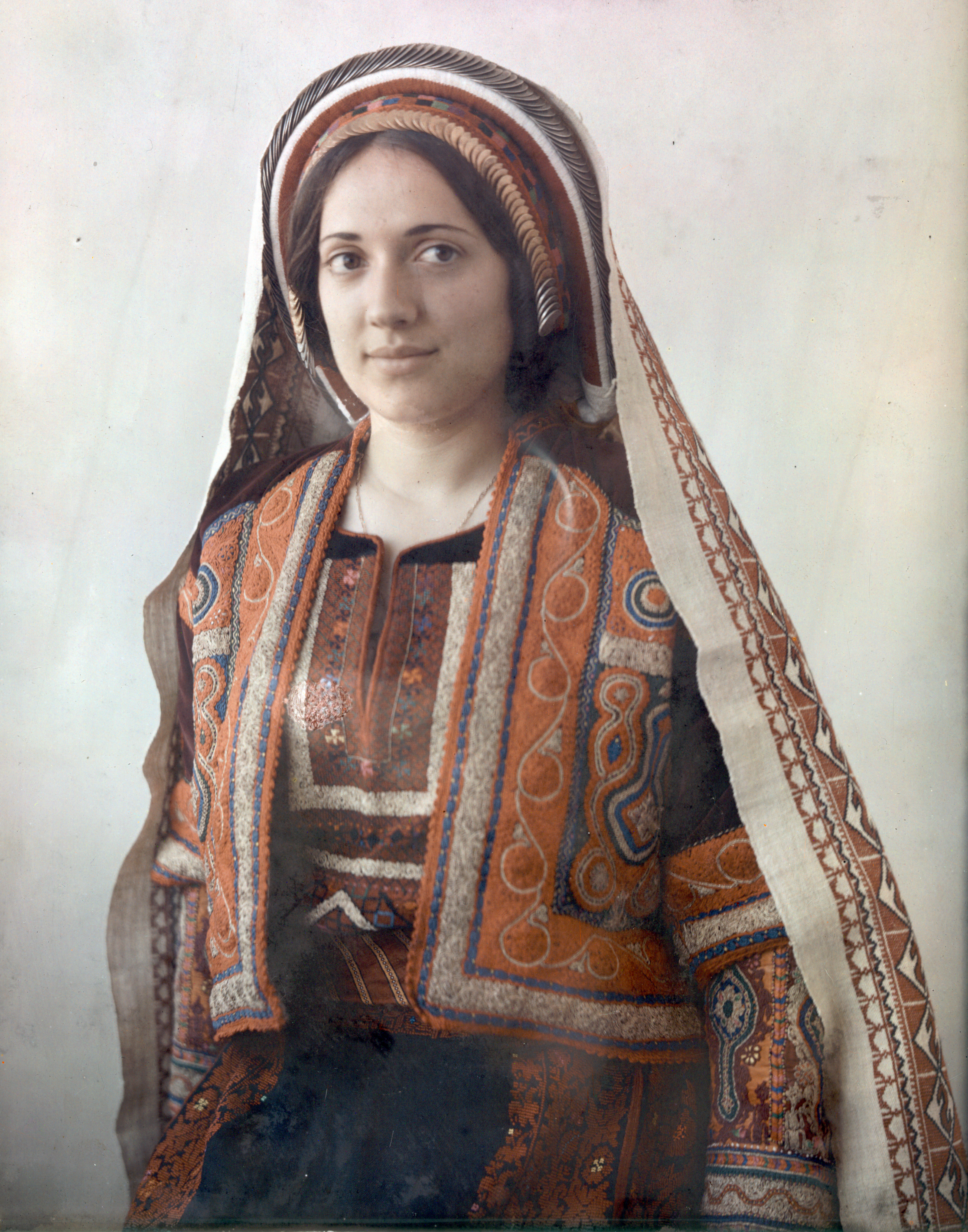
Жінка з Рамалли, Палестина у вишиванці, 1929—1946 рр.

Вишивка — вид мистецтва, що відігравав значну роль у мусульманському світі від зародження ісламу до періоду промислової революції, яка, в свою чергу, змінила традиційний уклад життя.

## Огляд

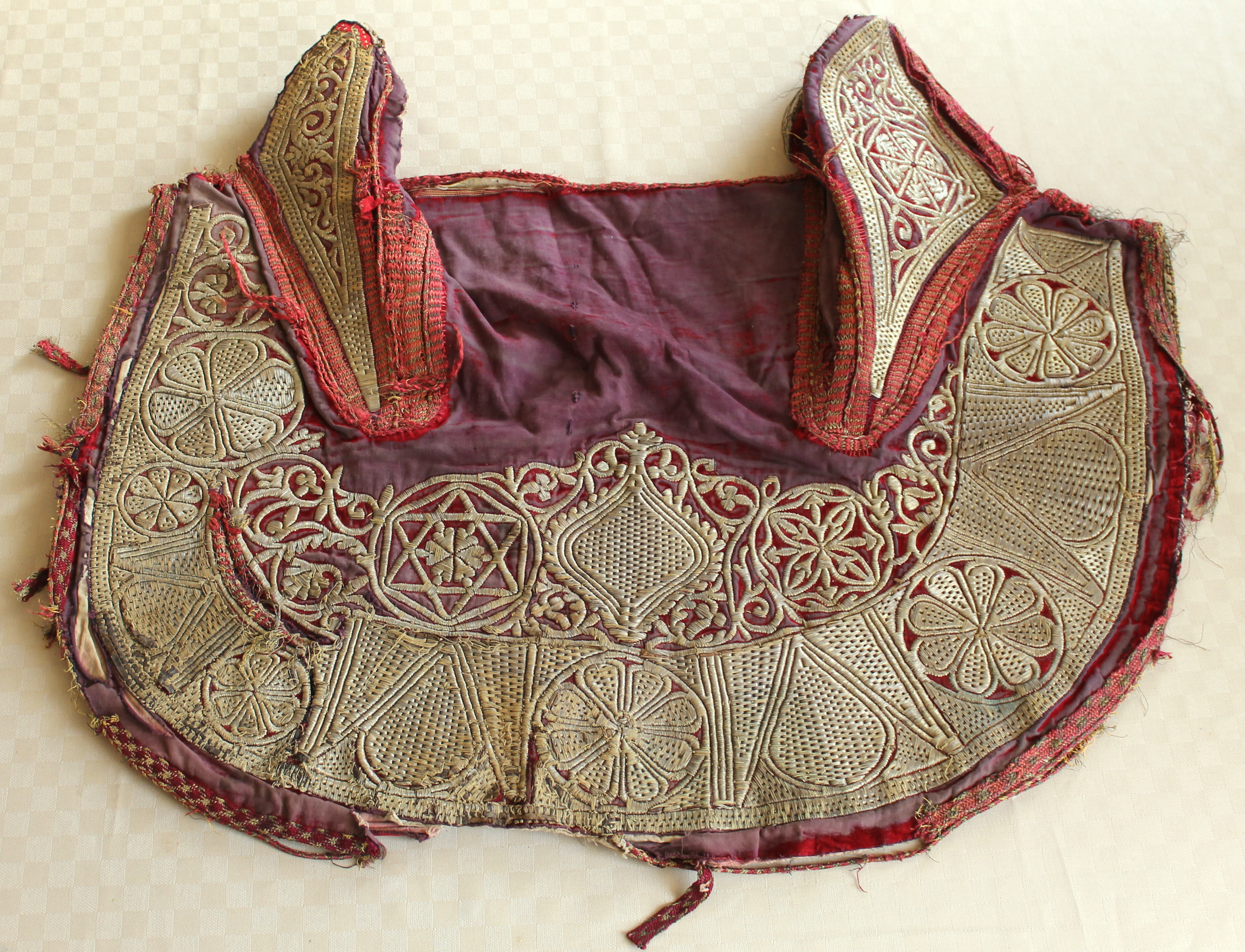
Маска мухи вишита срібною ниткою. Фес, Марокко. XVIII—XIX ст.

Від зародження ісламіу серед мусульман зростав інтерес до вишивки одягу для обох статей та інших текстильних виробів. Жителі і Візантійської, і Перської Сасанідської імперій носили одяг із вишитими візерунками, включно з досить великими людськими фігурами та тваринами, з ефектами, подібними до ефектів сучасних футболок. Кааба в Мецці ще до проголошення ісламу була "покрита ззовні різнокольоровими текстильними завісами". Дуже ймовірно — це була вишивка, якій часто відповідають сучасні ісламські еквіваленти. Магомет був проти створення малюнків тварин, можливо, на вишиванках, які він бачив на подушках, коли відвідував будинок своєї дружини Аїші. Ці типи дизайну з часом зникли в ісламі, хоча рослинні мотиви часто залишалися прийнятними.
Турецький мандрівник XVII століття Евлія Челебі називав вишивку «ремеслом обидвох рук». Оскільки уміння вишивати вважалося прикладом високого соціального статусу в мусульманському суспільстві, його популярність неухильно зростало. В Дамаску, Каїрі та Стамбулі вишивку можна було побачити на носових хустках, уніформі, прапорах, каліграфії, взутті, мантіях, туніках, збруї, капцях, піхвах, мішках, чохлах та навіть на шкіряних поясах. Майстрині вишивали вироби золотою та срібною ниткою. Кількість вишивальних майстерень, у деяких з яких працювало понад 800 людей, постійно зростала.
У XVI столітті, під час правління імператора Великих Моголів Акбара, його хроніст Абу-л-Фазл ібн Мубарак написав у знаменитому Айн-і-Акбарі:
Його величність [Акбар] приділяє багато уваги різним речам; отже в Ірані, Османській імперії та Монголії багато предметів одягу, особливо тканин, вишиті візерунками «Накші», «Сааді», Чіхан, Арі, Зардозі, Вастлі, Гота та Кохра. Імператорські майстерні в містах Лахорі, Агрі, Фатегпурі та Ахмедабаді виробляють багато шедеврів майстерності з тканин, а також малюнки та візерунки, вузли, дотримуючись моди, яка зараз панує, дивуючи навіть найдосвідченіших мандрівників. Відтоді смак до тонкого матеріалу став загальним, а драпірування вишитих тканин, які використовуються на бенкетах, перевершує будь-які описи.

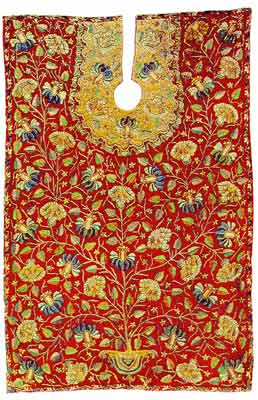
Османський фартух перукаря. Вишивка срібною та шовковою ниткою на вовні. XVIII століття

Вишивка символічно захищала найцінніші речі, зокрема немовлят, домашнє майно та речі релігійного призначення. Коли в XVI—XVII століттях у Туреччині знатні чоловіки-мусульмани носили тюрбани, то вони клали їх під вишите полотно.

## Техніки

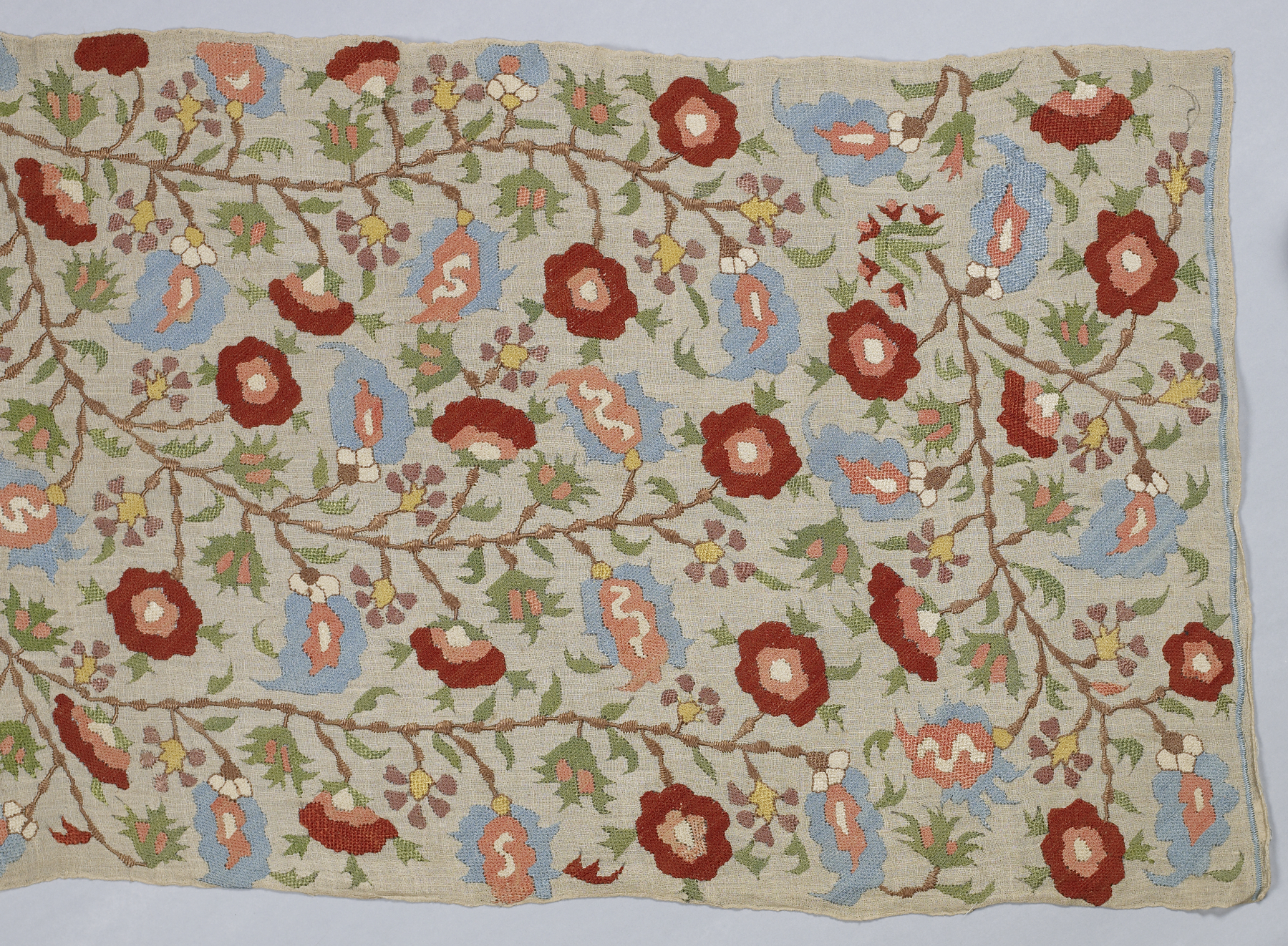
Турецьке дзеркало з рослинним орнаментом за мотивами османської кераміки. Забобон застерігав не дивитися в дзеркало вночі. XVIII століття

В ісламському світі використовувався широкий спектр технік вишивання з не менш широким діапазоном матеріалів.
Уйгурські жінки вишивають повстяні тюбетейки, які або носили на голові, або вони були основою для чалми.
У Марокко та Тунісі атласну стрічку використовували для таких речей, як декоративні штори та дзеркала. Форма атласного шва, поширена в бедуїнських суспільствах Аравійського півострова, яку іноді називають кхіят аль медресе («шкільна вишивка»), використовувалася для меблів. Перед процесом шиття досвідчений художник малював форму на тканині. Найбільш поширеними були дизайни з використанням природних тем, зокрема, птахів або квітів.
Поверхневий шов — більш економна, але й легша техніка,. Через те, що такі речі швидко зношувалися, їх використовували лише для особливих випадків. У Пенджабі хустки Фулкарі.були повсякденним одягом для жінок у сільській місцевості, тоді як спеціальні шалі, були повністю вкриті вишивкою і шилися бабусями по материнській лінії на весілля своїх онучок.
Ланцюговий стібок, який можна адаптувати та відносно легко створити, використовувався в Персії для вишивки в Решті із густо вирізаними квітами та арабесками на валяних вовняних полотнах. Тип вишивки, подібний до важкого ланцюжкового шва, відомий як кукар, раніше використовувався бедуїнами для створення суконь як для чоловіків, так і для жінок. Для цього потрібно було чотири людини, кожна з яких мала чотири нитки різного кольору або срібні та золоті.

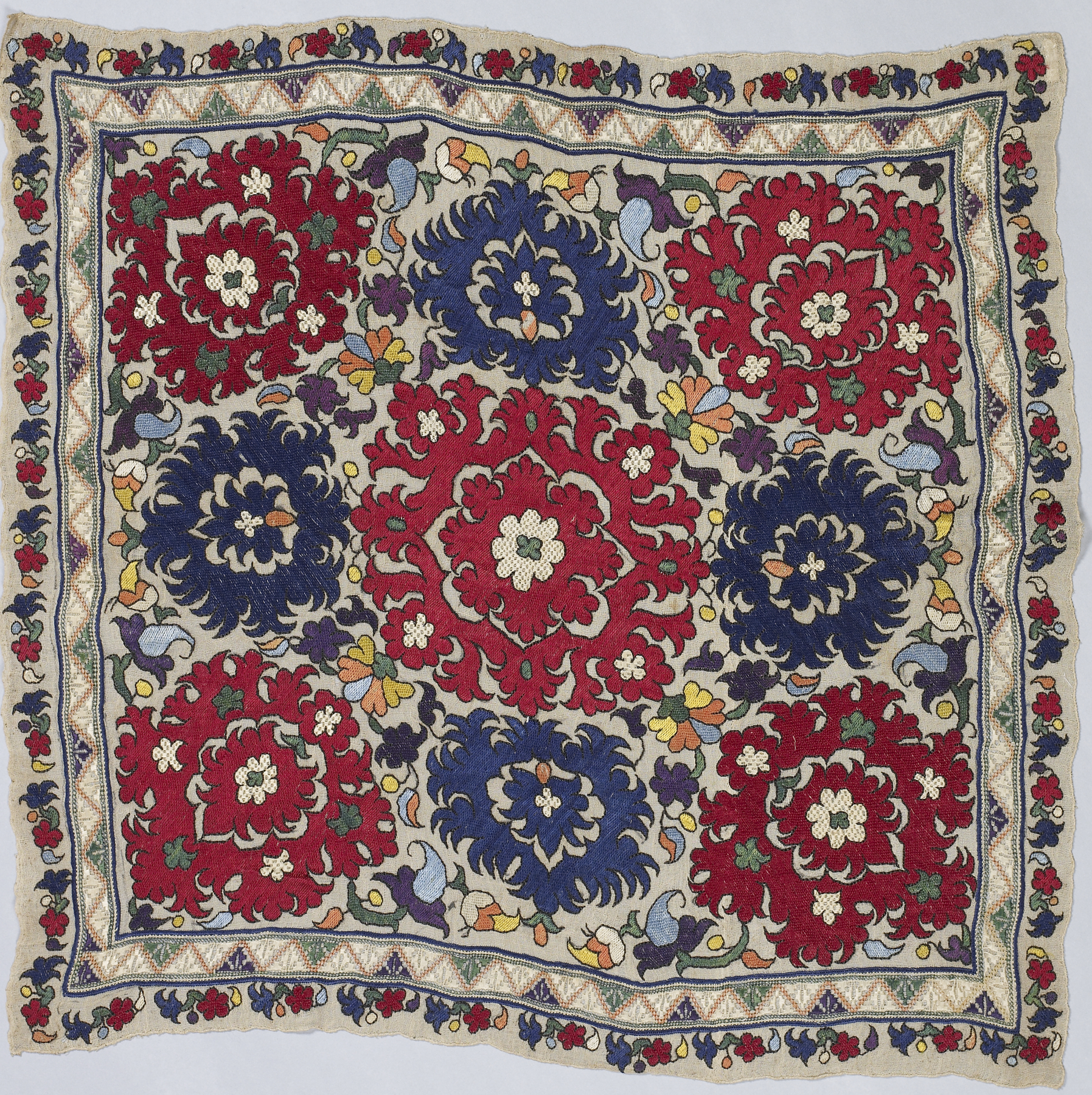
Алжирський тюрбан. Вишивка шовком на лляній тканині. XVIII століття

Вишивку хрестиком використовували на Близькому Сході в Сирії, Йорданії, Палестині та на Синайському півострові для виготовлення весільних суконь із оригінальною вишивкою червоного кольору з трикутними амулетами або квітами гвоздик на чорному тлі.
Ще одна широко використовувана техніка, стібок «ялинка», використовувалася в Афганістані для вишивання халатів нареченого з вкрапленнями смуг червоного, зеленого або білого шва на білому тлі.
Пришивання декоративного шнура до поверхні тканини (коучинг), широко використовувався в ісламському світі. Зокрема, в Афганістані оксамитову сукню можна було виконати у стилі мілітарі зі золотистими нитками спереду, рукавів і подолу. Вожді в Чорногорії могли носити мантії, густо обтягнуті золотою ниткою. У Палестині сукні могли бути оброблені вертикальними панелями з металевими та бавовняними нитками. У Сирії піджаки покривали стилізованими квітами та деревами. На північно-західному кордоні Пакистану жилети шили з поєднанням панелей з аплікаціями та металевої тасьми.

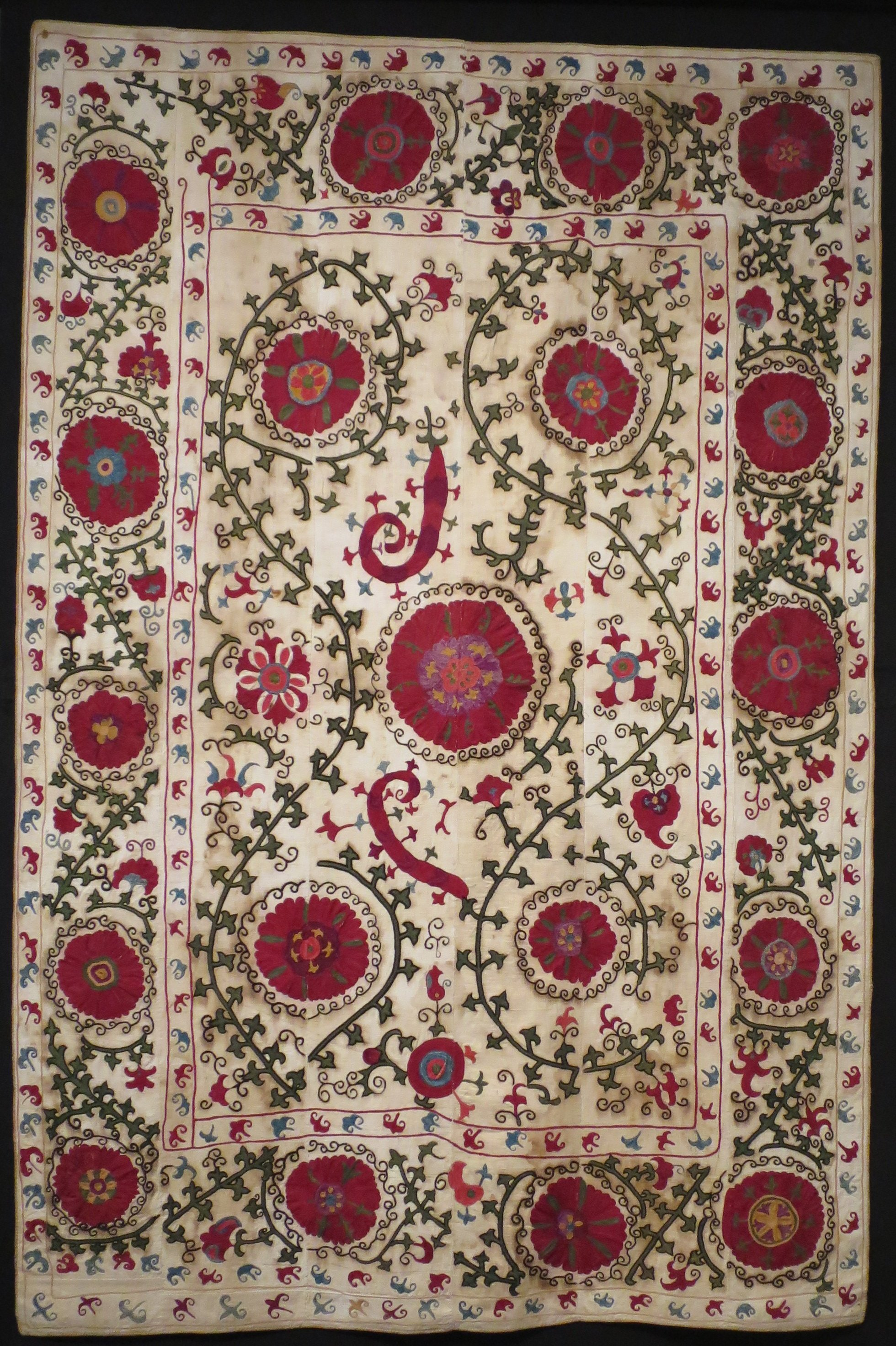
Вишита сузані з Бухари в Узбекистані. Бавовна з шовковими нитками. Кінець XIX ст.

У Центральній Азії бухарська кушетка з суцільної нитки створює ефектні сюзані, портьєри для весільних залів і весільних ліжок. Мотиви із зображенням гвоздики та граната символізували фертивльність молодят. Ця техніка також використовувалася в Афганістані та Узбекистані для виготовлення ковдр для коней і чохлів для мангалів.
Ковдровий та петельний стібки спочатку використовувалися для зміцнення країв текстильного виробу, який використовувався щоденно, тому й піддавався зношенню, але з часом вони були адаптовані для декоративних цілей. У Північній Африці та на Близькому Сході петельчастий шов виконується за допомогою візерунка стібків зі спицями або в алжирській формі без охоплюючого кола. У Туркменістані мотиви гачків і тюльпанів можна було обробляти петельним швом. В Афганістані чоловічі сорочки могли бути вишиті ялинкою та петлями білим шовком на білій бавовні, складними арабесками.

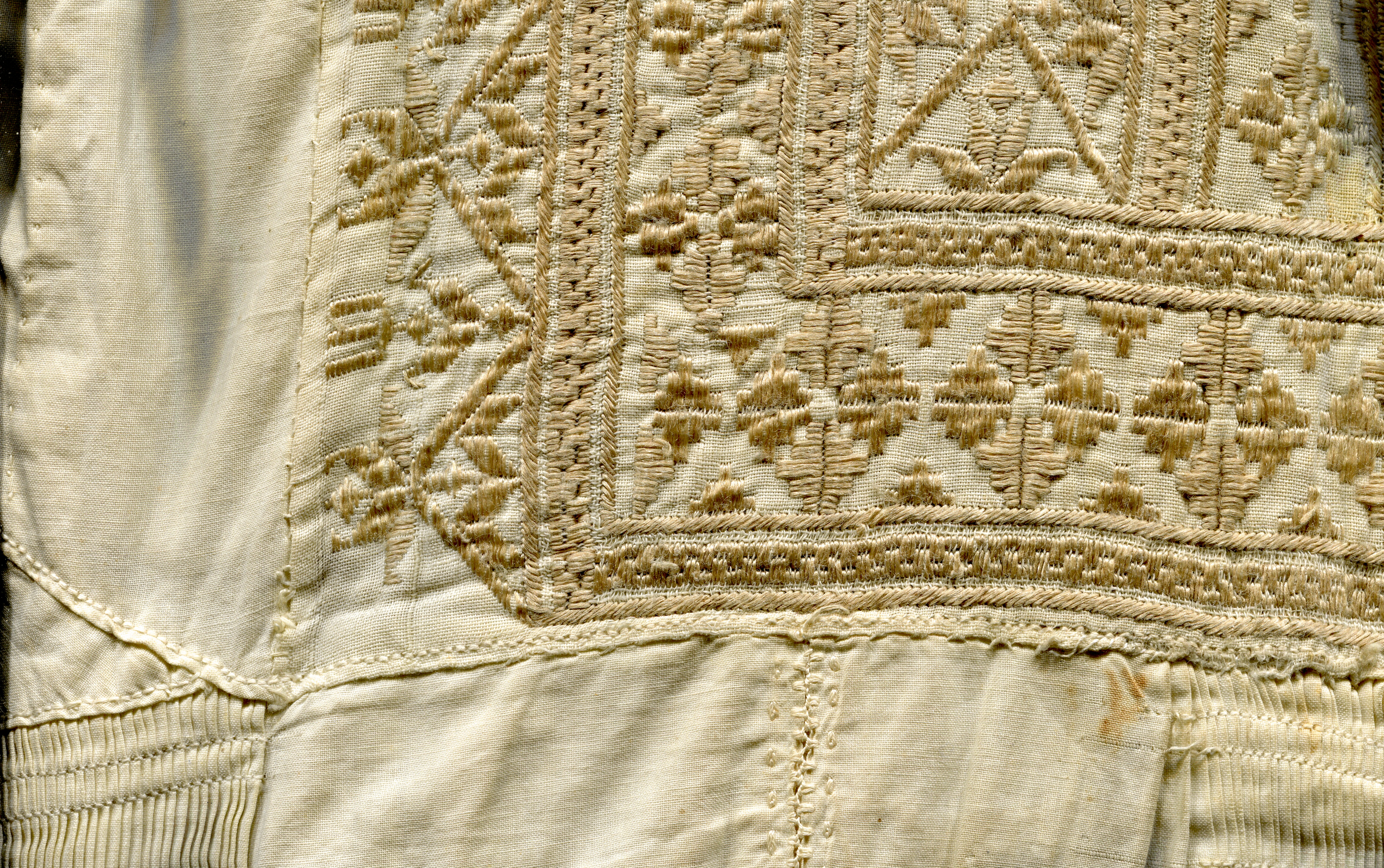
Деталь чоловічого білого вишитого гладдю халата з Афганістану. Середина XX ст.

Використання білої нитки на білій основі (так звана «біла робота»), дозволяє застосовувати різноманітні техніки та матеріали з використанням різних форм по всьому світу. В Алжирі кабільські жінки могли носити білі сукні. У Газні в Афганістані чоловічі халати могли бути вишиті геометричним білим швом, прикрашеним маленькими круглими дзеркалами. Вишивка голкою на полотні використовувалася для яскравих кольорових геометричних панелей для оздоблення одягу хазарейців у Афганістані. Також у Афганістані для виготовлення яскравих геометричних панелей на одязі використовували голку.
В Нуристані, що в горах Гіндукуш, стягували тканину технікою смокінг, коли чорними швами збирали тканину у вертикальні смуги, створюючи зигзаг, хрест та інші прості геометричні візерунки.
Тамбур — форма вишивки з використанням тонкого гачка арі замість голки — була однією з технік, що використовувалися для сюзані в Бухарі в Узбекистані.

## Символізм
Вишиті на тканинах мотиви часто несуть символічне значення. Широко поширеним символом в ісламському світі (а також часто зустрічається на ісламських килимах) є дерево життя, яке означає народження, зростання до зрілості, смерть та відродження. Воно може бути зображене у різних формах, наприклад, навмисно стилізоване дерево, іноді оточене парами птахів або фруктами, такими як гранати, або ваза з квітами.

## Текстиль святих місць

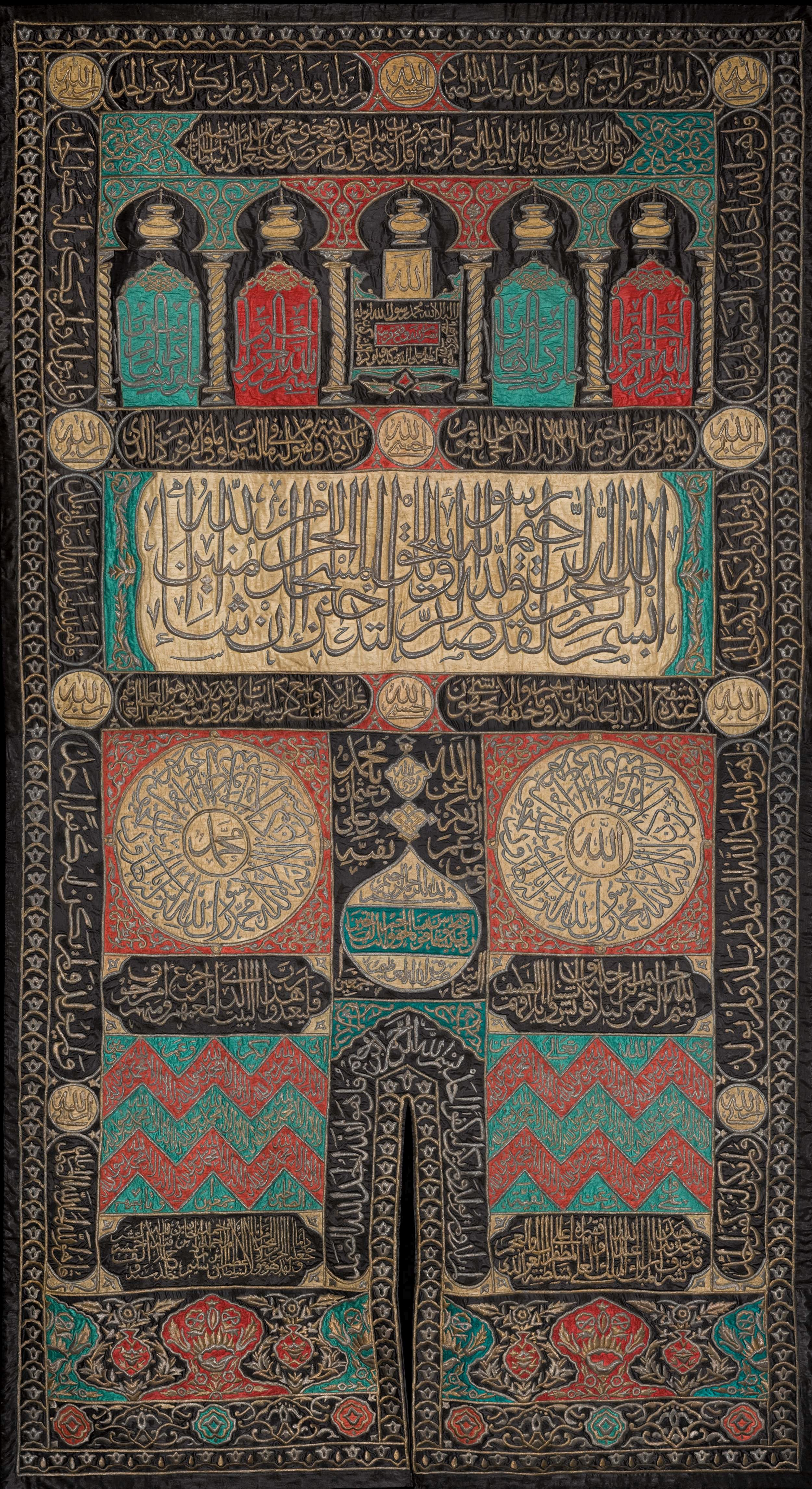
Сітара для дверей Кааби, 1606 рік

Вишитий текстиль є ознакою святинь ісламу: Великої мечеті в Мецці та мечеті Пророка в Медині. Вишивки з певною регулярністю замінюють, згідно з традиціями, які сягають глибини століть. Заміна текстилю є одним із привілеїв Хранителя Двох Священних Мечетей. Цей титул прийнятий правителями Мамелюцького султанату, Османської імперії та Саудівської Аравії. На кісві, що покриває храм Кааба, також використовуються сітара (багато прикрашена завіса над дверима) та хізам (пояс, який обвиває будівлю). Найдавніша відома сітара була виготовлена в 1544 році в Єгипті, а найперший османський хізам був виготовлений для Селіма II наприкінці XVI століття. Тематика малюнків сітари та хізаму мало змінилися, хоча вишивка золотою та срібною ниткою з часом стала вишуканішою. Maqam Ibrahim (Станція Авраама) — це невеликий квадратний камінь біля Кааби, на якому, згідно з ісламською традицією, зображений слід Авраама. Раніше він розміщувався в будівлі з власною сітарою, яку щороку замінювали.
Сітара для дверей Кааби, середнім розміром 575 на 350 сантиметрів, збирається шляхом зшивання чотирьох окремих текстильних панелей; хізам так само складається з восьми панелей (по дві на кожну стіну Кааби). У 1817 році в Каїрі була створена спеціальна майстерня Дар аль-Кісва, яка на піку свого розвитку наймала 100 майстрів для виготовлення кісви та інших тканин для Мекки та Медіни. З 1962 року вони виробляються в майстерні в Мецці. Використовувані кольори змінювалися в різні епохи. Сучасна кольорова схема сітари Кааби, яка використовується з початку XX століття — це золото-біла вишивка на чорному тлі. На сучасну кісву використовується 670 кг шовку та 15 кг золотої нитки для вишивки. На кісвах вишиті вірші з Корану та благання до Аллаха, а також імена правителів, які замовляли текстиль. Ісламська декларація віри Шагада є ще одним широко використовуваним текстом.

## Зміни традицій

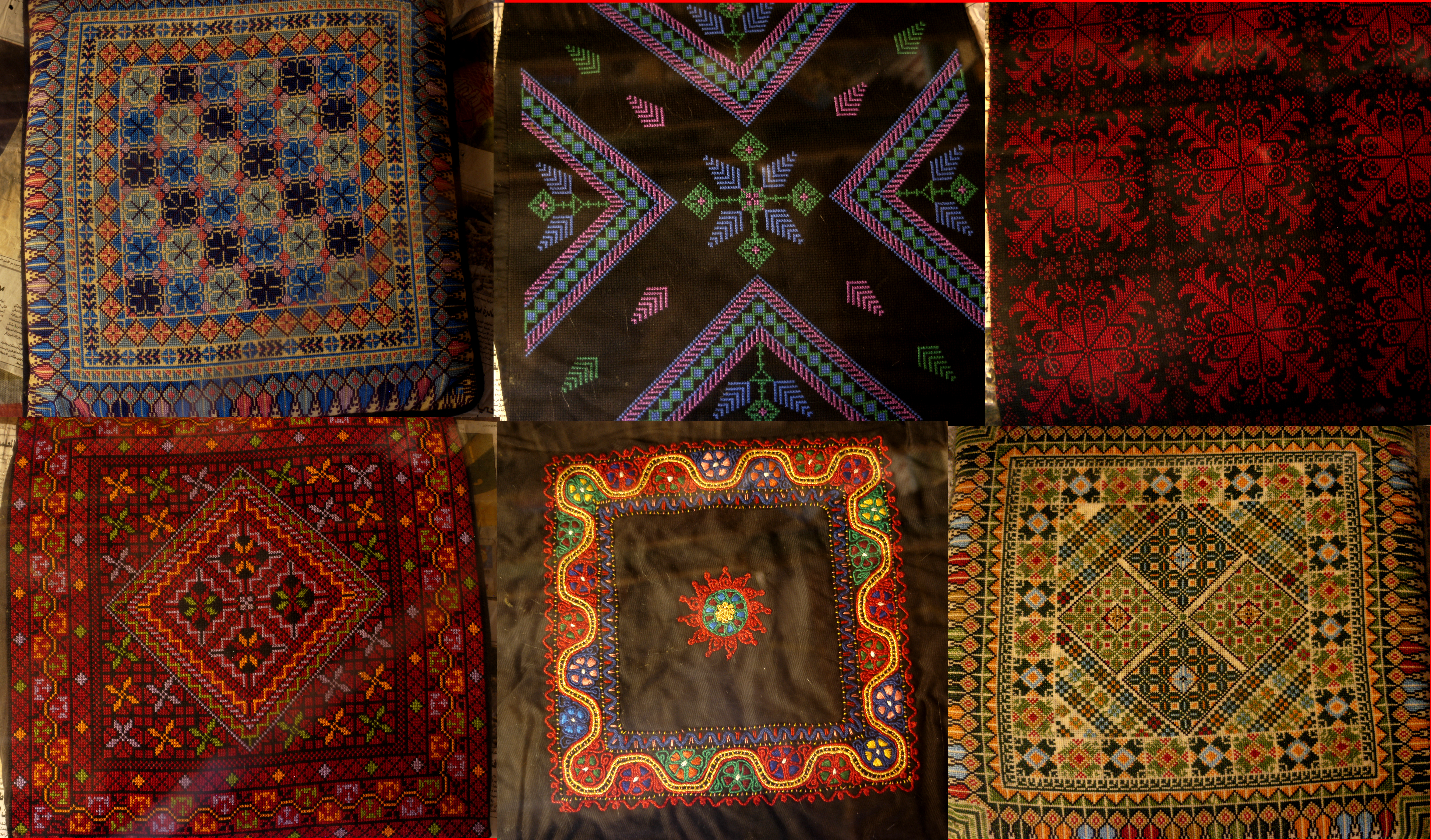
Сучасні палестинські подушки вишиті хрестом. Ліворуч угорі за годинниковою стрілкою: Газа, Рамалла, Наблус, Бейт-Джала, Вифлеєм.

Вишивка була важливою в традиційних культурах ісламського світу. Промислова революція зробила виготовлення барвистого одягу доступнішим та дешевшим, витіснивши такі ремесла, як вишивання.
Наприклад, маснат (на престол) у Гайдарабаді в Індії, виготовляли з оксамиту, вишитого вручну блискучою мідною ниткою, що утворювала золоті та сріблясті квіти (раніше фактично з цих металів). Їх виготовляли для імператорів Великих Моголів та інших правителів, а також для того, щоб наречений і наречена сиділи на весіллях у Гайдарабаді. Техніка походить з Туреччини та Персії. На виготовлення масната йде від дванадцяти днів до двох місяців і може коштувати до 100 000 рупій. У XX столітті бізнес занепав, оскільки стали замовляти менше традиційного одягу. Весільні провайдери пропонували маснат як частину своїх послуг; тканини машинного виробництва витіснили тканини ручної роботи. Станом на 2012 рік залишалося лише кілька людей похилого віку, що займалися цим ремеслом.
Дослідниця вишивки Шейла Пейн завершує свою книгу «Вишитий текстиль» поясненням, що
як тільки соціальний контекст змінився, а вірування та страхи, які пропагували або відхиляли від використання вишивки, більше не тиснуть на людей, як тільки льон більше не оброблятимуть, не прястимуть та не ткатимуть, вівці більше не є опорою життя, а екзотичний шовк з інших країн — перестав бути дорогоцінною розкішшю – тоді традиційна вишивка приречена.
Серед причин занепаду вишивки — особливості сучасної політики та економіки, але Пейн припускає, що найпотужнішим фактором стало навчання молодих жінок. Вишивання більше не є єдиним способом, яким молода жінка в Туреччині чи Белуджистані може забезпечити своє майбутнє, заручившись чоловіком; натомість вона може прагнути завершити університет та зробити власну кар'єру. Пейн стверджує, що спроби відновити традиційну вишивку, як зі школами, створеними в Стамбулі та Саламанці, неминуче зазнають краху, коли зруйнується необхідне соціальне середовище, яке надавало значення артефактам ручної роботи. У майбутньому, каже вона, вишивка матиме індивідуальне значення, як на Заході, так, можливо й завдяки новим соціальним цілям, як у випадку з політично значущими вишиванками палестинців.

### Цитування
1. ↑  Ettinghausen, Grabar та Jenkins-Madina, 2001, с. 20.
2. ↑  Sahih al-Bukhari Шаблон:Hadith-usc, Шаблон:Hadith-usc
3. 1 2  Stone, Caroline (May–June 2007). The Skill of the Two Hands. Saudi Aramco World. Aramco World. 58 (3).
4. ↑  Werner, Louis (July–August 2011). Mughal Maal. Saudi Aramco World. Aramco World. 62 (4).
5. ↑  Paine, 1995, с. 160.
6. ↑  Gillow та Sentance, 2000, с. 174—203.
7. ↑  Gillow та Sentance, 2000, с. 171.
8. ↑  Gillow та Sentance, 2000, с. 174—175.
9. ↑  Abu Saud, 1984, с. 140.
10. ↑  Gillow та Sentance, 2000, с. 177.
11. ↑  Gillow та Sentance, 2000, с. 178—179.
12. ↑  Abu Saud, 1984, с. 136.
13. ↑  Gillow та Sentance, 2000, с. 180—181.
14. ↑  Gillow та Sentance, 2000, с. 182—183.
15. ↑  Gillow та Sentance, 2000, с. 184—185.
16. ↑  Gillow та Sentance, 2000, с. 186—187.
17. ↑  Gillow та Sentance, 2000, с. 188—189.
18. ↑  Gillow та Sentance, 2000, с. 196—197.
19. ↑  Gillow та Sentance, 2000, с. 198—199.
20. ↑  Gillow та Sentance, 2000, с. 200—201.
21. ↑  Gillow та Sentance, 2000, с. 202—203.
22. ↑  Paine, 1995, с. 70—72, 88—89, etc..
23. ↑  Kern, Karen M.; Rosenfield, Yael; Carò, Federico; Shibayama, Nobuko (December 2017). The Sacred and the Modern: The History, Conservation, and Science of the Madina Sitara. Metropolitan Museum Journal (англ.). 52: 72—93. doi:10.1086/696548. ISSN 0077-8958.
24. 1 2  Porter, Venetia (2012). Textiles of Mecca and Medina. У Porter, Venetia (ред.). Hajj : journey to the heart of Islam. Cambridge, Mass.: The British Museum. с. 257—265. ISBN 978-0-674-06218-4. OCLC 709670348.
25. ↑  Peters, F. E. (1994). Another Stone: The Maqam Ibrahim. The Hajj. Princeton, New Jersey: Princeton University Press. с. 16–17. ISBN 9780691026190.
26. 1 2 3 4  Nassar, Nahla (2013). Dar al-Kiswa al-Sharifa: Administration and Production. У Porter, Venetia (ред.). The Hajj : collected essays. London: The British Museum. с. 176—178. ISBN 978-0-86159-193-0. OCLC 857109543.
27. 1 2  Ghazal, Rym (28 серпня 2014). Woven with devotion: the sacred Islamic textiles of the Kaaba. The National (англ.). Процитовано 7 січня 2021.
28. ↑  Ipek, Selin (Summer 2011). Dressing the Prophet: Textiles from the Haramayn. Hali. 168: 49—51. ISSN 0142-0798.
29. 1 2 3 4  Paine, 1995.
30. ↑  Mohammed, Syed (30 січня 2012). Technology rings death knell for masnat makers. Times of India. Процитовано 22 жовтня 2023.
31. ↑  Craft Traditions of Palestine. Sunbula. Архів оригіналу за 21 березня 2008. Процитовано 16 грудня 2015. [Архівовано 2008-03-21 у Wayback Machine.]